# Wheeling (Virgínia de l'Oest)
Wheeling és una població dels Estats Units a l'estat de Virgínia de l'Oest. Segons el cens del 2009 tenia 28.803 habitants.

## Demografia
Segons el cens del 2000, Wheeling tenia 31.419 habitants, 13.719 habitatges, i 7.806 famílies. La densitat de població era de 872,1 habitants per km².
Dels 13.719 habitatges en un 23,4% hi vivien nens de menys de 18 anys, en un 41,8% hi vivien parelles casades, en un 12,2% dones solteres, i en un 43,1% no eren unitats familiars. En el 38,3% dels habitatges hi vivien persones soles el 18,6% de les quals corresponia a persones de 65 anys o més que vivien soles. El nombre mitjà de persones vivint en cada habitatge era de 2,17 i el nombre mitjà de persones que vivien en cada família era de 2,89.
Per edats la població es repartia de la següent manera: un 20,6% tenia menys de 18 anys, un 9,1% entre 18 i 24, un 24,3% entre 25 i 44, un 24,5% de 45 a 60 i un 21,6% 65 anys o més.
L'edat mediana era de 42 anys. Per cada 100 dones de 18 o més anys hi havia 79,6 homes.
La renda mediana per habitatge era de 27.388$ i la renda mediana per família de 38.708$. Els homes tenien una renda mediana de 30.750$ mentre que les dones 22.099$. La renda per capita de la població era de 17.923$. Entorn del 13,1% de les famílies i el 18% de la població estaven per davall del llindar de pobresa.

## Poblacions més properes
El següent diagrama mostra les poblacions més properes.